# Ängelholms IP

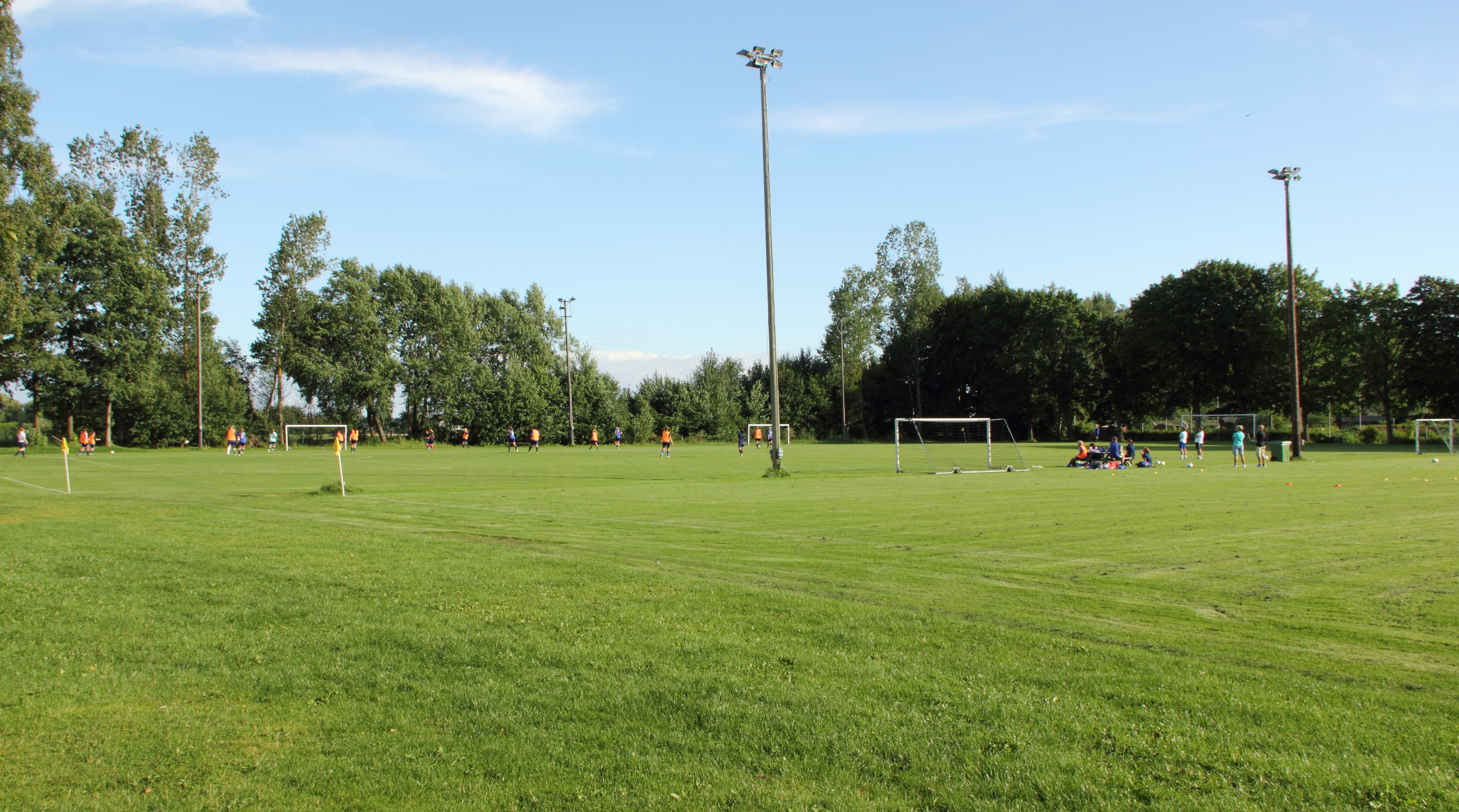
Träning pågår

Ängelholms IP, smeknamn: Änglavallen, är en fotbolls- och friidrottsanläggning i Ängelholm i Sverige, där Ängelholms FF spelar sina hemmamatcher i fotboll. Den invigdes den 9 september 1925.
2005 rustades anläggningen upp och fick ny belysning enligt de krav TV-sändningarna har. Sedan Svenska Fotbollförbundets krav på arenorna ökat håller Ängelholms IP egentligen inte längre kraven för Superettan. Halva säsongen 2014 spelade Ängelholms FF därför sina hemmamatcher på Olympia i Helsingborg, men efter att klubben fått kommunens stöd för en planerad utveckling av anläggningen kan hemmamatcherna åter spelas på Ängelholms IP.